# Mesterházy István
Mesterházy István (Mesterháza, 1811. április 23. – Mesterháza, 1854. december 8.) katonatiszt, az 1848–49-es szabadságharcban a honvéd hadsereg ezredese.

## Életútja
A soproni evangélikus líceumban végezte tanulmányait, majd 1831-ben hadapródként lépett a császári hadsereg 32. (Esterházy) gyalogezredébe. 1832-től 1837-ig a magyar nemesi testőrségben, 1837-től a 6. (Wallmoden-Gimborn) vértesezredben szolgált. 1848-ig századosi rendfokozatot ért el.
1848 nyarán részt vett a Heves vármegyei nemzetőrség szervezésében. Az év őszén százötven lovas nemzetőrrel csatlakozott az aradi ostromsereghez. 1849 januárjában a tiszai védvonalhoz vezényelték. Január végén és februárban Cibakházánál többször visszaverte az Ottinger Ferenc vezette császári dandár támadását, ezért a Magyar Katonai Érdemrend III. osztályával tüntették ki. A tavaszi hadjárat ütközeteit a Klapka György parancsnoksága alatt álló I. hadtestben harcolta végig. Márciustól alezredesi rangban az Császári és Királyi 1. V. Ferdinánd Huszárezred parancsnoka lett. Május végétől ezredesként az I. hadtest lovashadosztályának parancsnokává nevezték ki. Részt vett a Vág melletti harcokban, a július 11-ei komáromi csatában, a július 15–17-ei váci csatában és az augusztus 2-ai debreceni ütközetben.
A világosi fegyverletétel után az aradi hadbíróság golyó általi halálra, majd az ítéletet megváltoztatva tizennyolc évi várfogságra ítélte. Olmützben, Lipótvárott és Kufsteinben raboskodott. Röviddel halála előtt, 1853. július 18-án kapott kegyelmet. A mesterházai temetőben nyugszik, sírhelyét a Nemzeti Emlékhely és Kegyeleti Bizottság „A” kategóriában a Nemzeti sírkert részévé nyilvánította.